# Dudar, Veszprém
Dudar  este un sat în districtul Zirc, județul Veszprém, Ungaria, având o populație de 1.719 locuitori (2011). 

## Demografie
Componența etnică a satului Dudar
     Maghiari (97,5%)
     Germani (1,56%)
     Necunoscut (0,34%)
     Romi (0,61%)
     Alții (0,34%)
Componența confesională a satului Dudar
     Reformați (39,38%)
     Romano-catolici (21,93%)
     Fără religie (9,25%)
     Necunoscută (28,56%)
     Luterani (0,87%)
     Alte religii (5,47%)
Conform recensământului din 2011, satul Dudar avea 1.719 locuitori. Din punct de vedere etnic, majoritatea locuitorilor (97,5%) erau maghiari, cu o minoritate de germani (1,56%). Apartenența etnică nu este cunoscută în cazul a 0,34% din locuitori. Nu există o religie majoritară, locuitorii fiind reformați (39,38%), romano-catolici (21,93%) și persoane fără religie (9,25%). Pentru 28,56% din locuitori nu este cunoscută apartenența confesională.